# Herb powiatu niżańskiego
Herb powiatu niżańskiego – jeden z symboli powiatu niżańskiego.

## Wygląd i symbolika
Herb przedstawia na tarczy dwudzielnej z lewa w skos złotym pasem w polu górnym sześć słupów srebrnych i pięć czerwonych na przemian, na których umieszczono złotą koronę, natomiast w polu dolnym błękitnym złotą jodłę.